# Национальное собрание Мали
Национальное собрание Мали (фр. Assemblée nationale) — однопалатный законодательный орган Мали, состоящий из 147 членов. 19 августа 2020 года Национальное собрание было распущено военными.
Члены Национального собрания (депутаты) избираются прямым всеобщим голосованием на пятилетний срок, в течение которого они пользуются парламентским иммунитетом. Члены избираются непосредственно в одномандатных округах, используя систему голосования с двумя турами, в которой кандидаты должны получить абсолютное большинство голосов для избрания.
Обычно собрание собирается два раза в год в первый понедельник октября не более 75 дней и в первый понедельник апреля не более 90 дней. Премьер-министр, как и большинство депутатов могут вызывать дополнительную сессию. Если сессия проводится по инициативе членов собрания, она не должна превышать 15 дней.
Выборы в 2013 году были первыми проведены после малийского государственного переворота в 2012 году, который привел к свержению президента Амаду Тумани Туре. На выборах, прошедших в два тура, состоявшихся 24 ноября и 15 декабря Объединение за Мали (RPM) и её союзники одержали победу, получив 115 из 147 мест. Заместитель народного депутата Исака Сидибе был избран Председателем Национального собрания 22 января 2014 года. Почти 85 % членов являются новыми депутатами, отбывающими свой первый срок. 13 из 147 (8,8 %) избранных членов — женщины, что меньше, чем в предыдущем Собрании. 12 ноября 2015 года Национальное собрание приняло закон, согласно которому не менее 30 % избранных или назначенных должностных лиц должны быть женщинами.
В результате парламентских выборов 2020 года места в Национальном собрании были распределены следующим образом:
- Объединение за Мали (51)
- Альянс за демократию в Мали (24)
- Союз за республику и демократию (19)
- Движение за Мали (10)
- Демократический альянса за мир — Малиба (6)
- Конвергенция за развитие Мали (5)
- Альянс за солидарность в Мали (4)
- Союз за демократию и развитие (4)
- Африканская солидарность за демократию и независимость (3)
- Yéléma (2)
- Партия за национальное возрождение (2)
- Социал-демократическая конвенция (2)